# Arabier (paard)

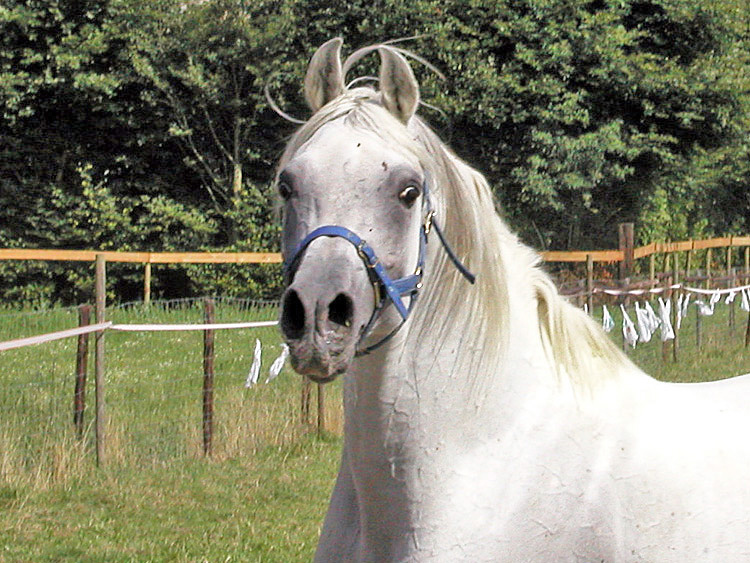
Vashara Chamal, Arabische volbloedhengst van zuiver Egyptische bloedlijnen

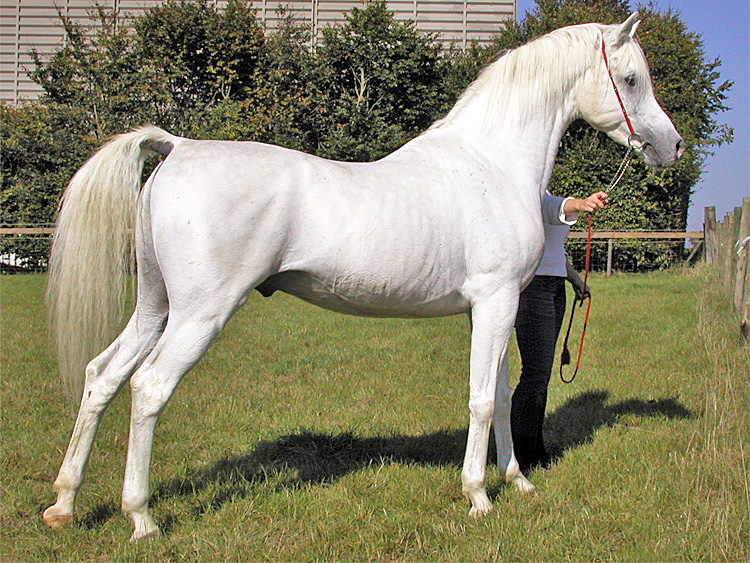
De in België en Duitsland goedgekeurde Arabische volbloedhengst Mirage

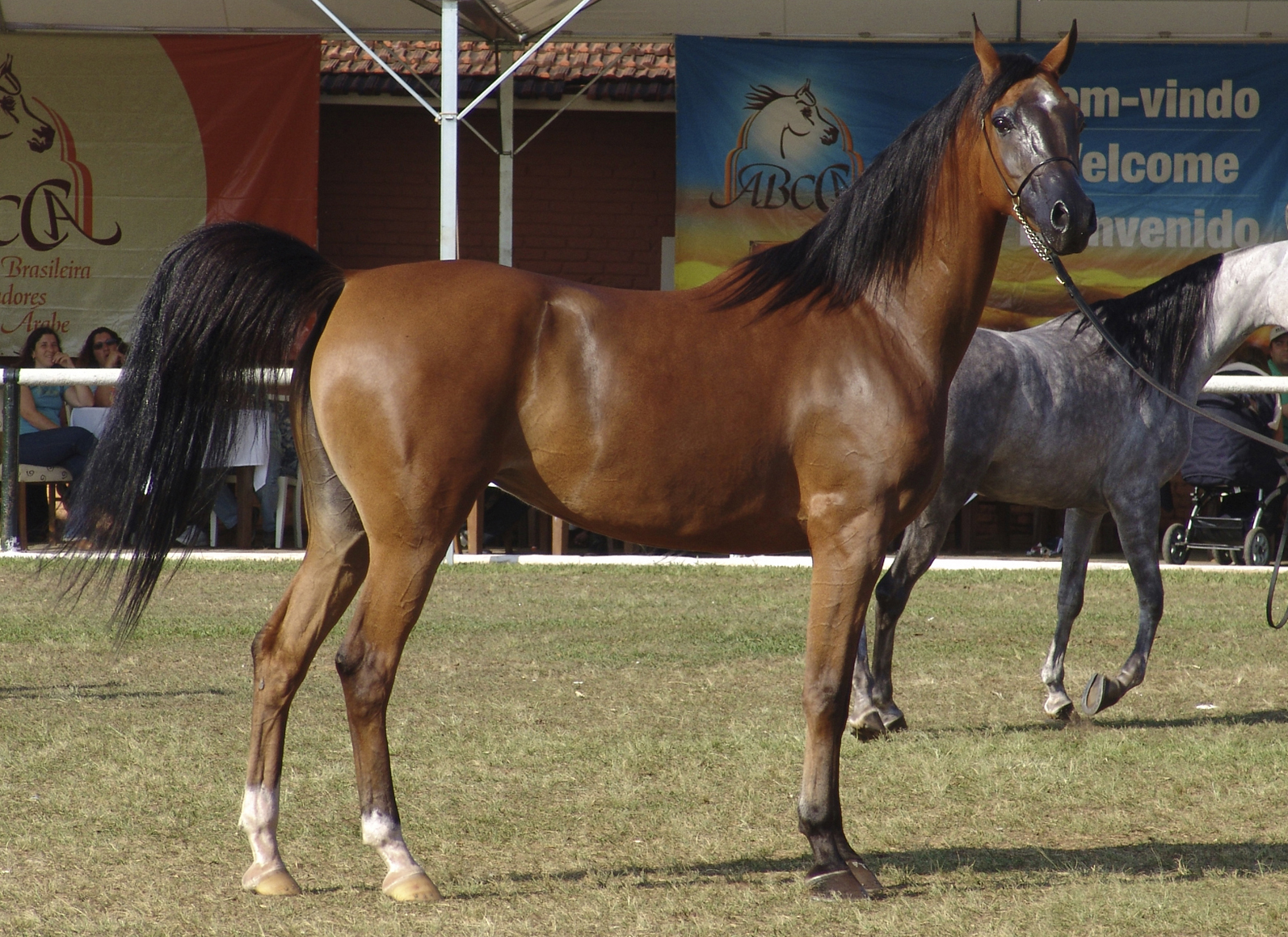
Arabische volbloed

De Arabische volbloed, ook wel arabier genoemd, is een paardenras dat zijn oorsprong vindt op het Arabisch Schiereiland en is vervolgens meegenomen naar Noord-Afrika in de achtste eeuw. Het ras is meer dan vijfduizend jaar oud en wordt zeer lange tijd gericht gefokt. Tegenwoordig worden Arabische volbloeden over de hele wereld gefokt.

## Karakter
Een grote intelligentie en een vurig karakter zijn de kenmerken van een Arabische volbloed. De arabier is een gevoelig dier. De ruiter moet eerst zijn vertrouwen winnen, waarna het paard alles voor hem wil doen. Het grote uithoudingsvermogen duidt op de oorsprong van woestijnbewoner.

## Uiterlijk
De Arabische volbloed is een gespierd paard maar weegt vaak niet veel meer dan 500 kilo. De stokmaat was oorspronkelijk tussen de 1,40 en de 1,50 meter, maar tegenwoordig worden ook grotere arabieren gefokt die soms wel een stokmaat hebben tot 1 meter 65. De gemiddelde grootte blijft wel rond de één meter vijftig liggen. Het paard heeft een vrij klein hoofd met grote uitdrukkingsvolle ogen en een fijngevormde neus. De meeste arabieren hebben een holle knik in de neus (een concaaf profiel). De oren zijn klein en spits. De hals is smal en een beetje gebogen en de borst is naar verhouding breed. De staartdracht is sierlijk en van het lichaam af gedragen. De croupe is bij voorkeur iets vlak en vrij kort. Het paard beweegt zich sierlijk en soepel, vooral in draf. Ook heeft de arabier een hoge staart. Het ras komt voor in de vachtkleuren vos, bruin, zwart en verschillende varianten schimmel met daarbij de schimmelvariant van de hoofdkleuren. Het ras heeft soms witte aftekeningen op de benen en aan het hoofd. Arabieren hebben in tegenstelling tot alle andere paardenrassen slechts 17 ribben in plaats van de gewoonlijke 18 ribben.
Opmerkelijk in verband met de neuslijn is het verhaal van Linda Tellington-Jones. Bekend is, dat met name in Europa, arabieren werden gefokt met een concave neuslijn. De beroemde Lady Wenthworth selecteerde haar paarden daar speciaal op. Linda Tellington-Jones viel het op dat in Arabische landen deze vorm van het hoofd niet overheerste. Hierop kreeg zij van de Arabische fokkers te horen dat men deze paarden als 'zenuwpezen' beschouwde en er bij voorkeur niet mee fokte.

## Gebruik
De arabier is een elegant rijpaard en een uitstekend renpaard. De galop is de beste gang van het ras. Hoewel de arabier deze sportieve kwaliteiten bezit, wordt het meeste beroep op deze paarden gedaan in arabierenshows die wereldwijd worden georganiseerd. Bij deze shows keurt de jury, die uit ten minste drie personen bestaat, het uiterlijk van het paard, de draf, het voorkomen en de houding in stand. In draf toont het paard vrij hoge knieactie. Het ras blinkt uit in langeafstandswedstrijden, waardoor dit ras of kruisingen ervan de sport bijna domineren. Het ras wordt ook veel gebruikt om andere paardenrassen te veredelen en Arabisch bloed komt daardoor voor in de stamboom van heel wat warmbloedrassen, zoals de Engelse volbloed, de trakehner, de morgan, de shagya-arabier, de Welsh pony, maar ook de Andalusiër, de Lipizzaner en het Friese paard. Sommige arabieren worden uitgebracht in military. Ook voor endurance zijn ze bijzonder geschikt vanwege hun grote uithoudingsvermogen.

## Legenden
Volgens Arabische volkeren creëerde Allah de Arabische volbloed uit de zuidenwind. De profeet Mohammed gaf de nomadenstammen de opdracht om dit paardenras zuiver te houden.
Ook is er het verhaal van de zeven stammoeders van het Arabische ras. Toen Mohammed uit Mekka moest vluchten naar Medina, galoppeerde hij met enige volgelingen urenlang door de woestijn. Op een gegeven moment roken de paarden water. Men steeg af om de paarden te laten drinken. Op dat moment riep Mohammed de paarden terug. De zeven merries die terugkeerden, (de trouwste paarden) vormen de stammoeders van het ras. Deze legende verwijst naar het veronderstelde en gewenste trouwe karakter van de arabier, een arabier zal vaak bij een afgeworpen of gevallen ruiter blijven.

## Afbeeldingen

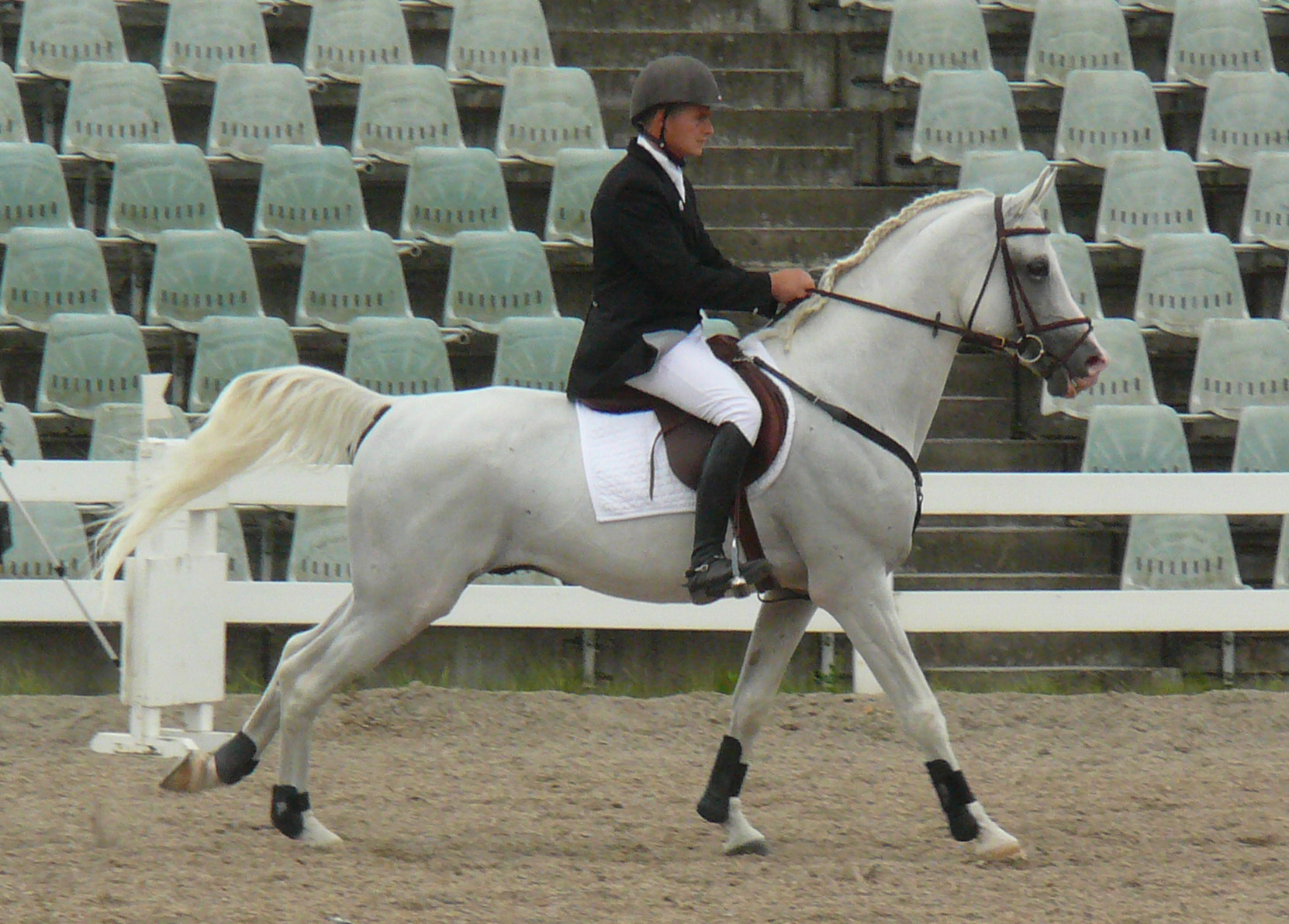
Shagya-arabier onder het zadel
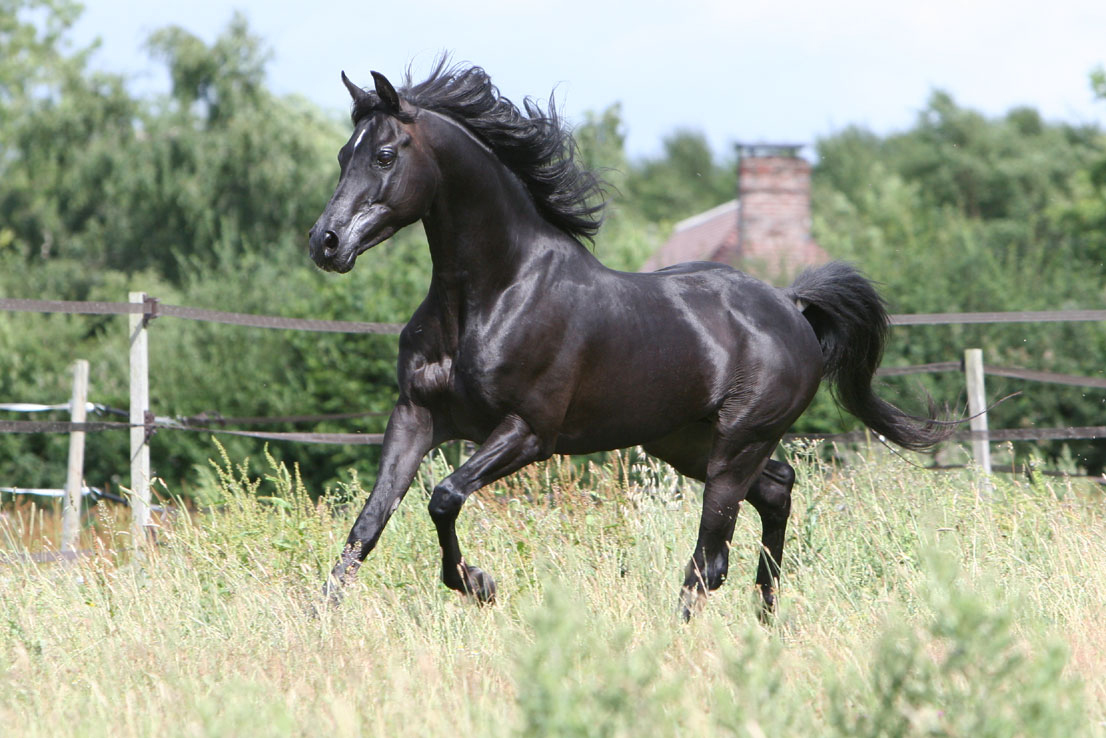
Zwarte Arabische hengst in galop
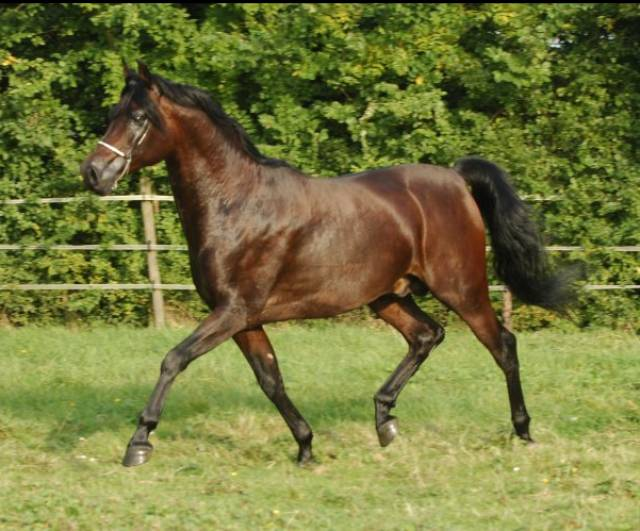
Bruine Arabische volbloed
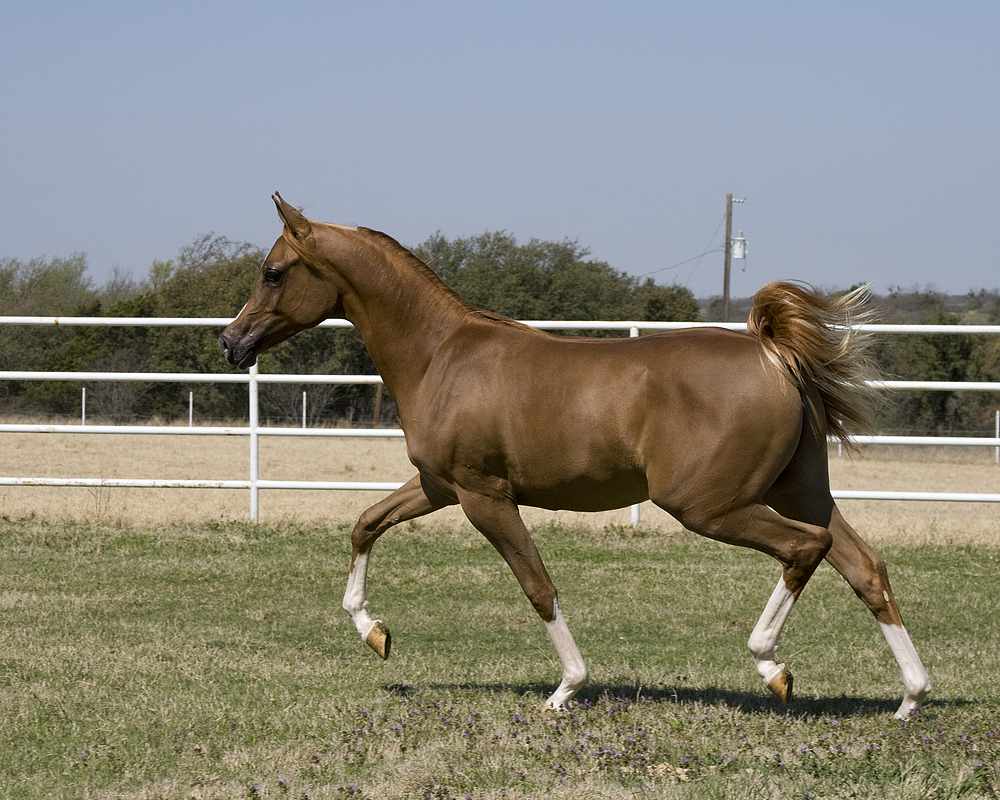
Voskleurige Arabische volbloed
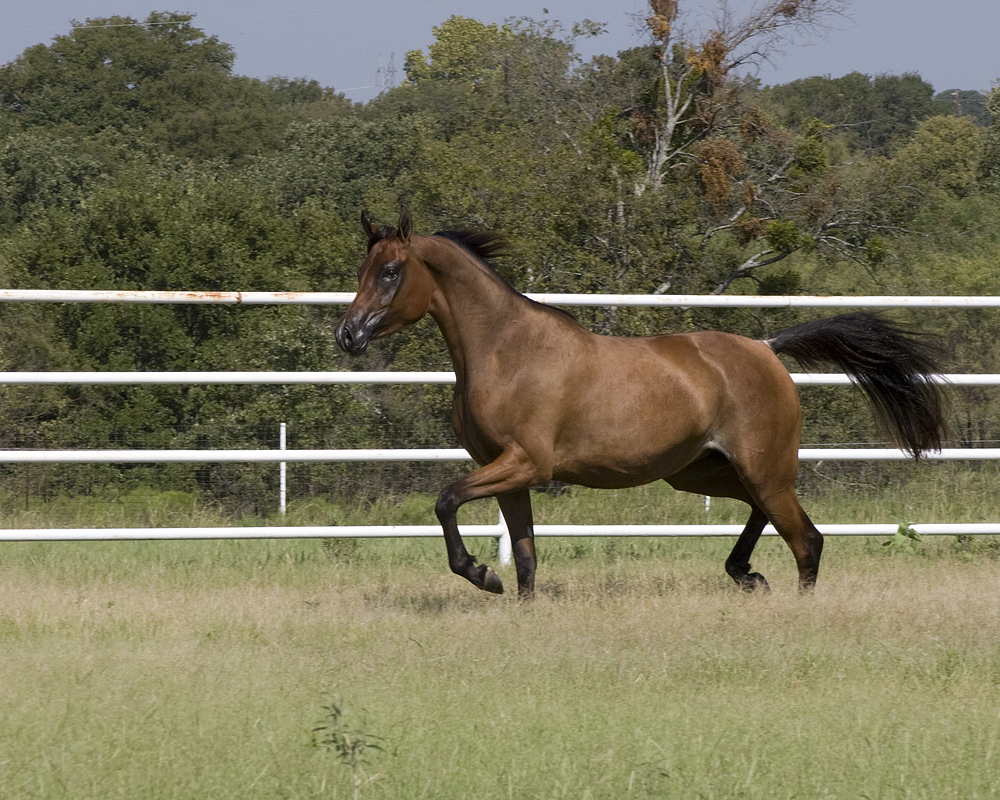
Dravende bruine merrie
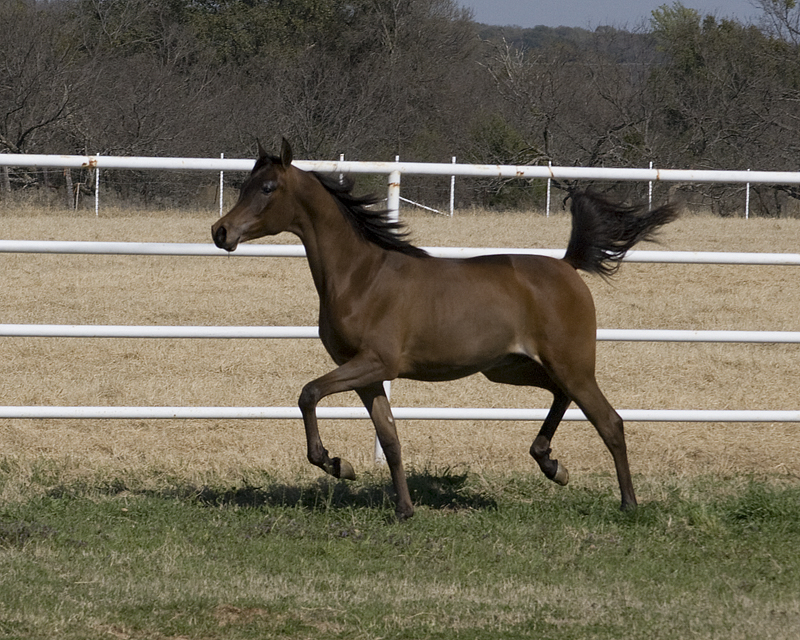
Dravende jaarling